# Пресијан II
Пресијан II (Прусијан II; буг. Пресиян II) је био последњи цар Првог бугарског царства. Владао је 1018. године.

## Биографија
Пресијан је био најстарији син Јована Владислава и Марије Бугарске. Рођен је око 996. године. Отац му је погинуо приликом опсаде Драча (1018) у рату против византијског цара Василија II. Након предаје Охрида, поједини припадници племства и остаци бугарске војске прогласили су Пресијана за наследника Јована Владислава. Пресијан се, заједно са браћом Ароном и Алусијаном повукао на планину Томор где је још неко време пружао отпор Византинцима. Поред Арона и Алусијана, Пресијан је имао још двојицу браће (Трајана и Радомира) и сестру Катарину која се касније удала за цара Исака Комнина. Увидевши да је даљи отпор бесмислен, Пресијан и његови људи предали су се Византинцима. Одведени су у Цариград. Као и његова браћа, и Пресијан је интегрисан у редове византијског племства. Носио је титулу магистра. Током касних 1020—их, Пресијан је учествовао у завери против византијског цара Константина VIII. Из егзила се вратио по доласку Романа III Аргира на власт (1029). Ни новом цару није био веран већ се намеравао оженити Теодором, ћерком Константина VIII, и тако узурпирати престо. Завера је откривена, а Пресијан је ослепљен и натеран да прихвати монашки завет, док се и Теодора морала замонашити и повући у манастир (1030). Пресијанова даља судбина није позната, али је на гробу у Михаловцима (Словачка) у тадашњој Угарској 1978. године пронађен натпис „принц Пресијан” што сугерише да је Пресијан пре смрти (1060/1) емигрирао у Угарску.